# Randbøl Hede
Randbøl Hede este o arie protejată (arie de protecție specială avifaunistică — SPA) din Danemarca întinsă pe o suprafață de 1.000 ha, integral pe uscat.

## Localizare
Centrul sitului Randbøl Hede este situat la coordonatele 55°39′49″N 9°09′28″E / 55.663611°N 9.157778°E.

## Înființare
Situl Randbøl Hede a fost declarat arie de protecție specială avifaunistică în mai 1983 pentru a proteja 5 specii de animale.

## Biodiversitate
Situată în ecoregiunea atlantică, aria protejată nu include niciun habitat protejat.
La baza desemnării sitului se află mai multe specii protejate de  păsări (5): cocor (Grus grus), sfrâncioc roșiatic (Lanius collurio), ciocârlie de pădure (Lullula arborea), cocoș de mesteacăn (Tetrao tetrix), fluierar de mlaștină (Tringa glareola).